# Сипьер
Сипье́р (фр. Cipières) — коммуна на юго-востоке Франции в регионе Прованс — Альпы — Лазурный берег, департамент Приморские Альпы, округ Грас, кантон Вальбонн. До марта 2015 года коммуна административно входила в состав упразднённого кантона Курсегуль (округ Грас).
Площадь коммуны — 38,15 км², население — 348 человек (2006) с тенденцией к росту: 372 человека (2012), плотность населения — 9,8 чел/км².

## Население
Население коммуны в 2011 году составляло — 374 человека, а в 2012 году — 372 человека.
| 1962 | 1968 | 1975 | 1982 | 1990 | 1999 | 2005 | 2006 | 2010 | 2011 | 2012 |
| ---- | ---- | ---- | ---- | ---- | ---- | ---- | ---- | ---- | ---- | ---- |
| 128  | 139  | 131  | 179  | 222  | 269  | 342  | 348  | 373  | 374  | 372  |

Динамика численности населения:

## Экономика
В 2010 году из 254 человек трудоспособного возраста (от 15 до 64 лет) 187 были экономически активными, 67 — неактивными (показатель активности 73,6 %, в 1999 году — 75,6 %). Из 187 активных трудоспособных жителей работали 171 человек (96 мужчин и 75 женщин), 16 числились безработными (8 мужчин и 8 женщин). Среди 67 трудоспособных неактивных граждан 19 были учениками либо студентами, 29 — пенсионерами, а ещё 19 — были неактивны в силу других причин.
На протяжении 2010 года в коммуне числилось 168 облагаемых налогом домохозяйств, в которых проживало 360,0 человек. При этом медиана доходов составила 18 тысяч 603 евро на одного налогоплательщика.